# Yoann Décimus

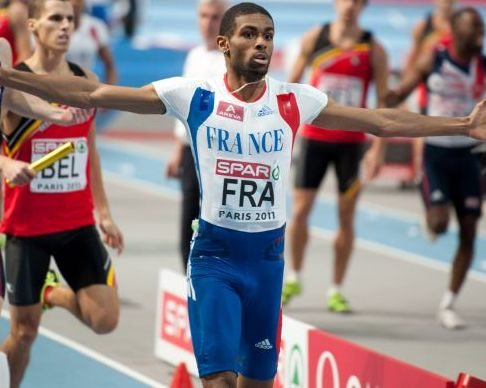
Yoann Décimus bei den Leichtathletik-Halleneuropameisterschaften 2011 in Paris

Yoann Décimus (* 30. November 1987 in Paris) ist ein französischer Leichtathlet, der sich auf den 400-Meter-Lauf spezialisiert hat.
Bei den Leichtathletik-Halleneuropameisterschaften 2007 in Birmingham belegte Décimus mit der französischen 4-mal-400-Meter-Staffel den vierten Platz. 2009 wurde er bei den Halleneuropameisterschaften in Turin Sechster mit der Staffel. Im selben Jahr gewann er bei den Leichtathletik-U23-Europameisterschaften in Kaunas die Bronzemedaille mit der Staffel und erreichte über 400 Meter den fünften Platz. Bei den Weltmeisterschaften in Berlin belegte er mit der Staffel den siebten Rang.
Seinen ersten internationalen Titelgewinn feierte Décimus bei den Leichtathletik-Halleneuropameisterschaften 2011 in Paris, als er die französische 4-mal-400-Meter-Staffel als Schlussläufer zum Sieg führte. Im 400-Meter-Lauf wurde er Sechster.

## Bestleistungen
- 400 m: 46,26 s, 15. Juli 2010, Bondoufle
  - Halle: 46,31 s, 20. Februar 2011, Aubière